# Haglgevær
Haglgevær (også kaldet 'haglbøsse' eller blot 'bøsse') er et våben med et indre glat løb.
Til forskel fra de fleste andre våben, der affyrer ét projektil per skud (se riffel), afskyder haglgeværet med en haglpatron en sværm af bly-, bismuth- eller stålhagl.

## Anvendelse
Haglgeværet anvendes først og fremmest til jagt på småvildt og fugle indtil 30 meter, men også til skydning af ræv og gæs indtil 25 meter, samt rådyr i en afstand af op til 20 meter. Ved brug af haglgevær foregår jagten undertiden ved, at klappere skræmmer dyrene hen imod jægerne, men haglgevær bruges også til trækjagt og andre former for enkeltmandsjagt.
Dyrenes Beskyttelse i Danmark er ikke modstander af jagt, men ser gerne et forbud mod at anvende haglgevær til råvildtjagt og evt. også til rævejagt. Dette ønske er Danmarks Jægerforbund imidlertid imod, da det efter forbundets vurdering vil være meget vanskeligt at skyde det store antal råvildt, der skydes i Danmark (ca.100.000), hvis der kun må anvendes riffel.
Eksempler på jagtlovens regler for skydning med haglgevær
Det benyttede haglgevær skal være sikkerhedsmæssigt i orden og skal bæres åbent, og pege op eller ned ad, medmindre det er i brug, altså under en såt.
Haglgevær må man have, hvis man indenfor de seneste 10 år har indløst jagttegn. Kun hvis man har et gyldigt jagttegn eller våbenpåtegning, må man have ammunition i hjemmet. En jæger, som ikke længere ønsker at gå på jagt, kan undlade at forny sit jagttegn, men må fortsat beholde sit haglgevær, men ikke ammunition til geværet.
Haglgeværet bruges også til skydesport.

## Ammunition
Tidligere var hagl næsten altid fremstillet af det tunge og bløde bly, der imidlertid forurener naturen. Derfor bruges i dag snarere bismuth- eller stålhagl. Skydning med stålhagl er dog meget omdiskuteret, eftersom risikoen for rikochetter øges markant, og stålhagl i træerne skader savværkernes save. Der fremstilles også haglpatroner, hvor projektilet er en enkelt bly- eller stålklump, de såkaldte Brenneke-kugler, som anvendes blandt andet til jagt på vildsvin og rådyr.[kilde mangler]

## Mekanik

### Løbet
For jagtrelaterede dobbeltløbede haglbøsser ligger løbene ved siden af hinanden (side-ved-side) eller ovenpå hinanden (over-og-under). Løbene fremstilles af stållegeringer, der formår at være en smule elastiske samtidig med at de er meget stærke og tåler tryk på op til ca. 1400 atmosfærers tryk (kg/cm2). Løbene er loddet sammen og normalt forsynet med sigteskinne, yderst ved mundingen forsynet med sigtekorn. Overfladen kan være rillet for at modvirke refleksion. Normalt er haglbøsser indskudt fra fabrikken, således at sigtelinje og centrum for sværmene af hagl sammenfalder ved en afstand på 35 meter. Udvendigt er løb og sigteskinne blåneret (tidl. kaldet bruneret), hvilket er en kemisk proces for at modvirke rustangreb og, pga. den dybsorte farvning, forhindre lysreflekser, der kan skræmme vildtet.
Kammeret udgør løbets bagerste del og det er her patronen anbringes, når bøssen åbnes og lades. For enden findes en udfræsning til patronens krave. Derefter er løbet skiftevis cylindrisk og konisk, først for at fastholde patronen i kammeret, siden for at indsnævre spredningen på haglene (den så kaldte trangboring). Indenfor samme kaliber findes der forskellige kammerlængder, hvoraf de mest almindelige i Danmark er 65,70, 76 og 89 mm. De to sidstnævnte, der kaldes hhv. magnum og supermagnum, bruges primært til jagt på vandfugle. 76 mm er i dag almindeligt i nyere bøsser, mens  og 70 mm var standard i ældre bøsser. Under kammeret kan der være istemplet forskellige oplysninger om kaliber, kammerlængde, fabrikationsnummer og hvorvidt bøssen er trykprøvet (så kaldt prøveskydningsstempel). Sidstnævnte kaldes også nitroprøve, dvs. afprøvning for røgsvagt krudt. Prøveskydningsstemplerne varierer fra land til land.
Løbet afsluttes af en trangboring (eng. choke), der er en indsnævring af løbets indvendige diameter for at samle haglsværmen. I ældre bøsser var trangboringen ofte fast, mens nyere geværer ofte har udskiftelige trangboringer. Forskellige indsnævringsgrader passer til forskellige typer jagt, fx flugtskydning overfor jagt i skov. Trangboringer findes i 0 (cylinder), 1/4, 1/2 og 1/1 (fuld trangboring). Den mest alsidige trangboring til stålhagl er 1/2 eller 1/4, hvor sidstnævnte er mest åben og normalt anvendes i det første løb.

### Låsen
I Danmark anvendes hovedsageligt to typer: sidelås og kasselås (også kaldet bokslås). I begge låsetyper er lukke-, slag-, aftrækker- og sikringsmekanismen indbygget i selve låsen, også kaldet baskylen. Kasselåsen, der kendes ved at overgang mellem kolbehals og baskyle er skåret lige over foran aftrækkerbøjlen, er vanskelig at adskille og kræver således en bøssemagers ekspertise ved reparation. Fordelen ved kasselås er at den kun består af fire bevægelige dele og derfor både er mere holdbar og billigere at fremstille. Dette er en af grundene til at haglbøsser med kasselås er i større omløb i dag. Sidelåsen, der kendes på sine sideplader der ofte afsluttes med en runding bag aftrækkerbøjlen, lader sig lettere adskille og inspiceres uden bøssemager. Der er ca. 12 bevægelige dele på hver sidelås, hvilket gør den mere sårbar for skader og desuden dyr at fremstille. Fordelen er at man selv kan åbne, inspicere, rengøre og smøre låsen.
Lukkemekanismen virker gennem toplukkenøglen, der sidder øverst på baskylen. Når toplukkenøglen skubbes til siden frigøres låsen og bøssen kan knækkes (heraf navnet knæklås). Når bøssen åbnes, spændes hanerne (slagstykkerne). Når haglbøssen lukkes igen, svinger toplukkenøglen på plads pga. en fjeder og låsemekanismen lukker løbene fast til baskylen.
Det er vigtigt at bøssen lukker tæt mellem kammer og baskyle. Slid på hovedbolten, også kaldet tværbolten, kan resultere i at haglbøssen ikke længere slutter helt tæt og derfor må repareres. Dette kaldes slør i bøssen. Man kan kontrollere for slør ved at tage forskæftet af, holde bøssen i løbene og med små hårde ryk skubbe den fra side til side. Hvis løbene giver sig, er det pga. slør.

### Aftrækker
Aftrækkeren sidder på undersiden af baskylen og beskyttes af aftrækkerbøjlen. Aftrækket skal stå tilpas hårdt, hvilket vil sige at slagmekanismen først må udløses ved et tryk på omkring to kg. Dette kan efterprøves ved at hænge en plasticpose og en snor i aftrækkeren og derefter fylde to liter vand i posen. Går aftrækkeren før, kan dette være risikabelt og skuddene kan gå i utide. Samtidig må aftrækket heller ikke være for hårdt fordi unødvendige tryk på bøssen i skudøjeblikket kan få skuddet til at afvige og ramme dyret et ikke-dræbende sted.
Bøsser kan fås både med enkelt aftrækker (så kaldt single trigger) og to aftrækkere. Sidstnævnte gør det muligt at bestemme, hvilket løb der aftrækkes fra. Som regel er forreste aftrækker tilknyttet højre løb i en S/S og nederste løb i O/U, mens bagerste afskyder hhv. venstre eller øverste løb. Bøsser med enkelt aftræk er som regel forsynet med en løbsvælger, der er indbygget i sikringsknappen eller aftrækkeren, og som afgør hvilket løb der afskydes først.

### Patronudtrækker
Patronudtrækkeren er en lille arm mellem løbene, som løftes når bøssen knækkes. Dette får begge patroner til at skubbes ca. 1 cm. ud af kammeret, så de lettere kan fjernes. Hvis kun en enkelt patron er afskudt, kan den kendes på den lille bule i fænghætten. Haglbøsser kan også være forsynet med så kaldt ejektor, der kaster den eller de afskudte patroner ud automatisk. Man skal her være opmærksom på at samle patronerne op fra jorden inden man forlader sin post, alternativt holde hånden over kammeret, så patronerne ryger op i ens hånd. Mekanismen er almindeligvis indbygget i forskæftet.

### Sikringen
Sikringen er på dobbeltløbede haglbøsser ofte anbragt bag toplukkenøglen. Den er udformet som en lille knap, der kan stå i to stillinger. Bøsser med løbene side-ved-side er ofte automatisk sikrede, når toplukkenøglen påvirkes for at åbne bøssen. Over-og-under, såvel som enkeltløbede halvautomater og pumpguns er ofte ikke, så der må man manuelt sikre bøssen efter ladning.
Der findes flere forskellige typer sikringsmekanismer. Den mest almindelige er aftrækkersikring, som desværre også er den mindst sikre type, da den udelukkende blokerer aftrækkeren. Selve slagmekanismen er derfor ikke sikret. Dobbeltvirkende sikring derimod virker på aftrækkeren og desuden aftrækkerstangen (stangsikring) og slagmekanismen (slagstykkesikring). Fangsikring er også dobbeltvirkende, og har sit navn fra at den fanger slagstykket, hvis det ved et uheld skulle udløses, mens bøssen er sikret. Den vigtigste sikring mod affyring i utide er dog korrekt våbenføring: aldrig at pege i retning af noget man ikke vil skyde, uanset om geværet er ladt, afladt, sikret eller afsikret.
Haglbøsser skal altid afsikres så sent som muligt før skudafgivelse.

### Skæftet
Der findes tre typer skæfter, også kaldet kolber, opkaldt efter de lande hvor de primært er populariseret. Engelsk skæfte har slank kolbehals, amerikansk er forsynet med pistolgreb, mens kontinelt skæfte både har pistolgreb og kindpude.
Et gammelt ordsprog siger: "Det er løbene der skyder, men det er skæftet der rammer". Det vigtigste i valg af egnet haglbøsse er derfor, at skæftet er tilpasset skytten.

### Evt. magasin
Haglbøsser har almindeligvis ikke magasiner, idet de lades manuelt ved at åbne bøssen og placere patronerne i løbets kammer. Haglbøsser med magasin kaldes i daglig tale halvautomater og pumpguns. Begge er enkeltløbede og har et rørmagasin, der ligger indbygget i forskæftet under den bagerste del af løbet. Magasinet kan normalt indeholde 3-5 patroner. I Danmark er det kun lovligt at have plads til to patroner i haglbøsser til brug ved jagt; disse typer bøsser må derfor plomberes.
Halvautomater og pumpguns er velegnede til hav- og strandjagt, idet de ikke behøver at knækkes og efter jagten kan totalt adskilles og renses for saltvand.

## Kombinationsvåben
Der findes haglbøsser kombineret med andre typer våben. Disse kaldes kombinationsvåben. I Danmark er de mest almindelige haglbøsser med så kaldt "drilling" og büchsflinter. Som oftest har en drilling to løb for hagl og et tredje for riffelprojektil, mens en büchsflinte har ét haglløb og ét riffelløb. Hvis løbene ligger over-og-under kaldes disse bochbüchsflinter. Fordelen ved kombinationsvåben er, at det er muligt at skyde forskellige typer vildt på samme jagt, fx fugle med haglløbet og større klovbærende vildt med riffelløbet.